# Răscăeți, Dâmbovița

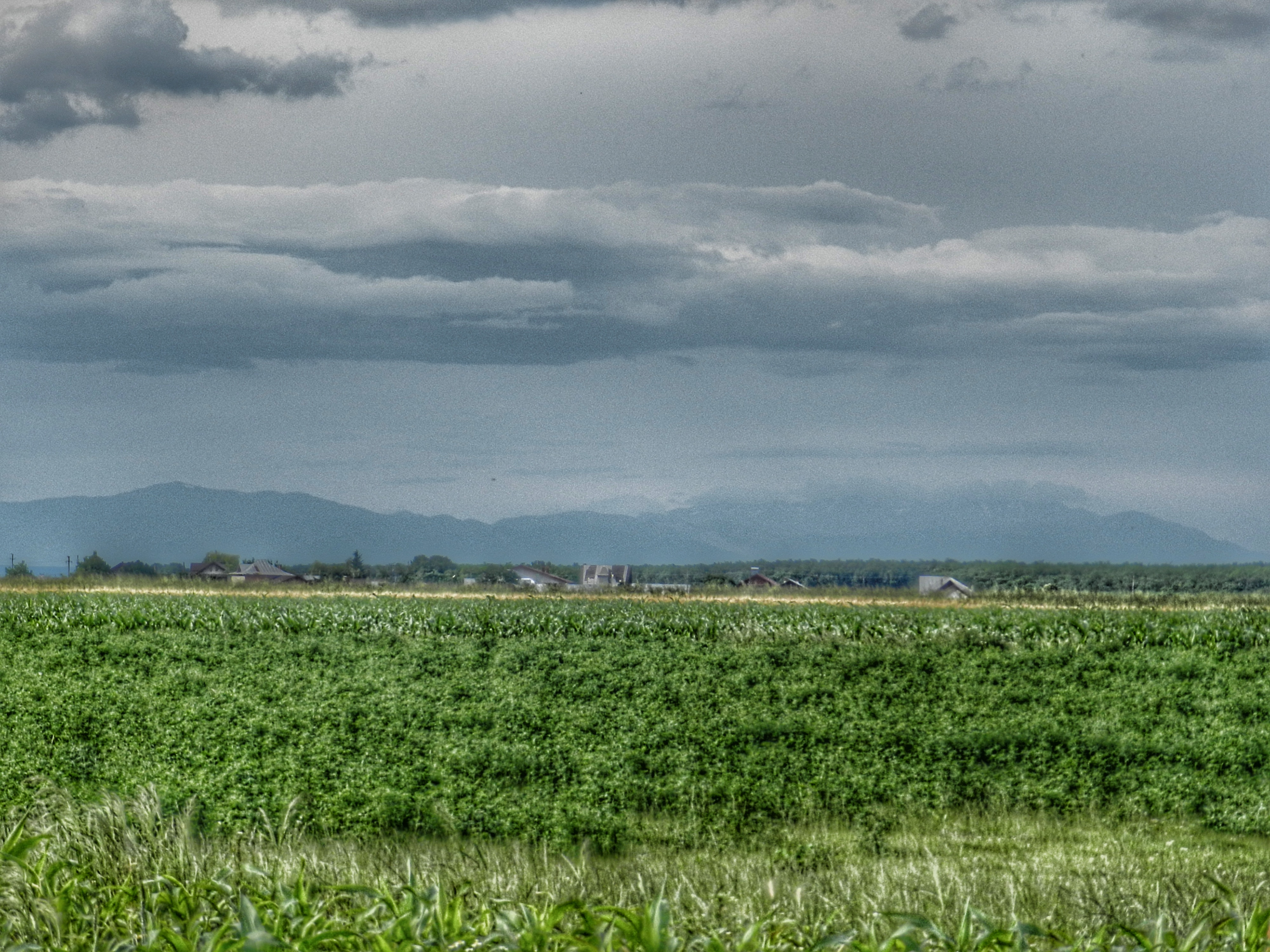
O zi din Iunie 2021

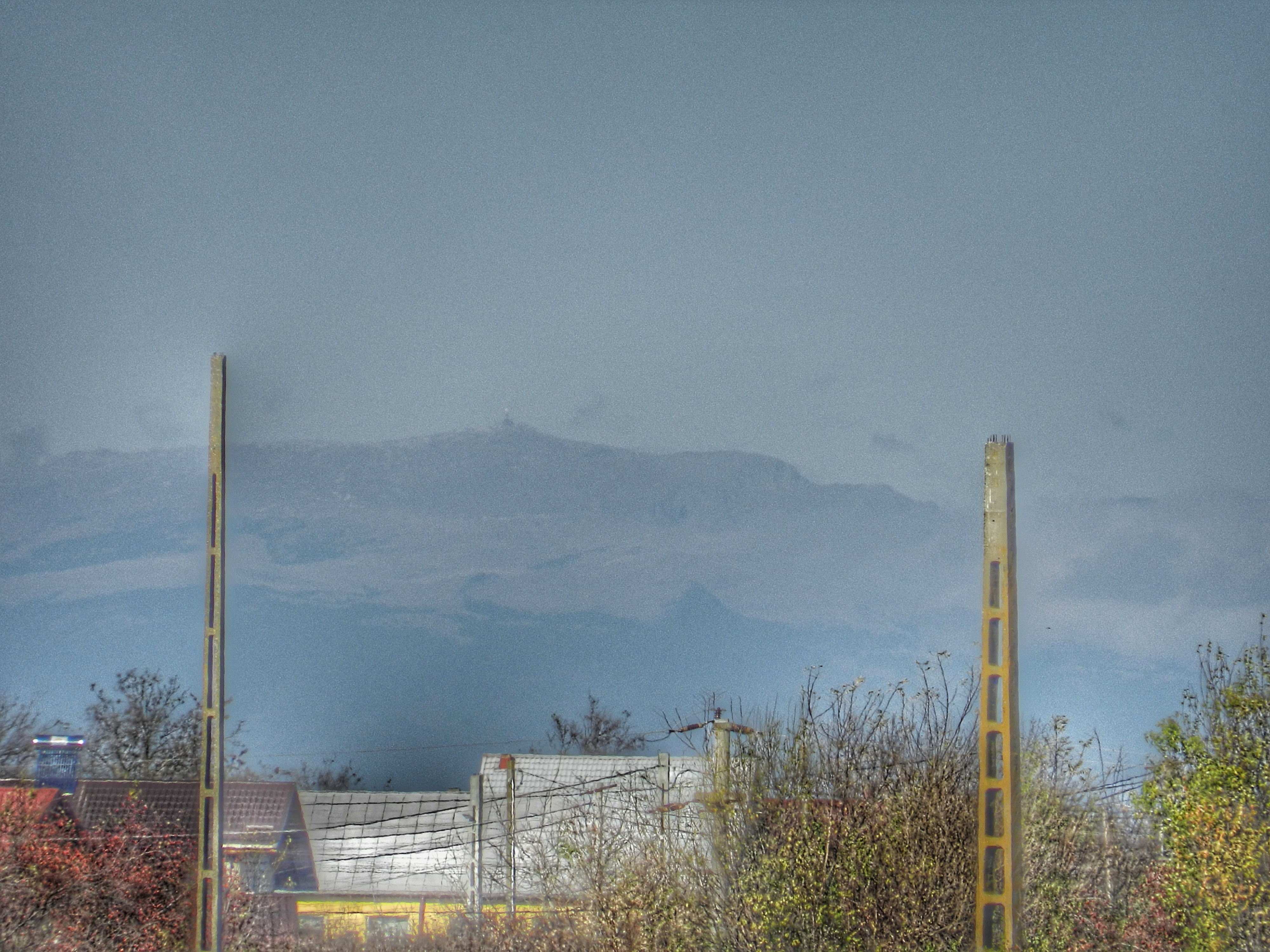
O zi din luna Noiembrie

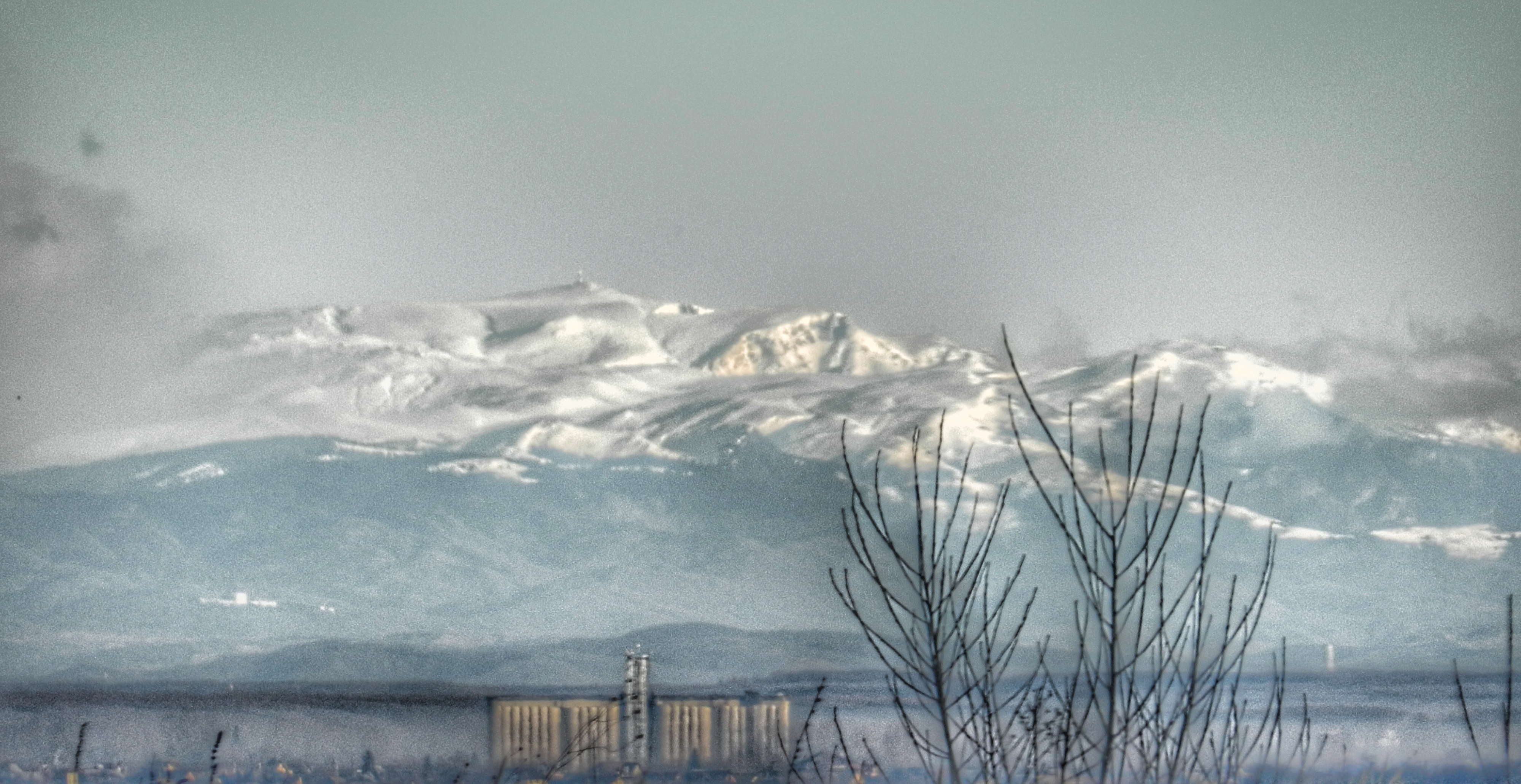
Muntii Bucegi si Sanatoriul TBC Moroeni

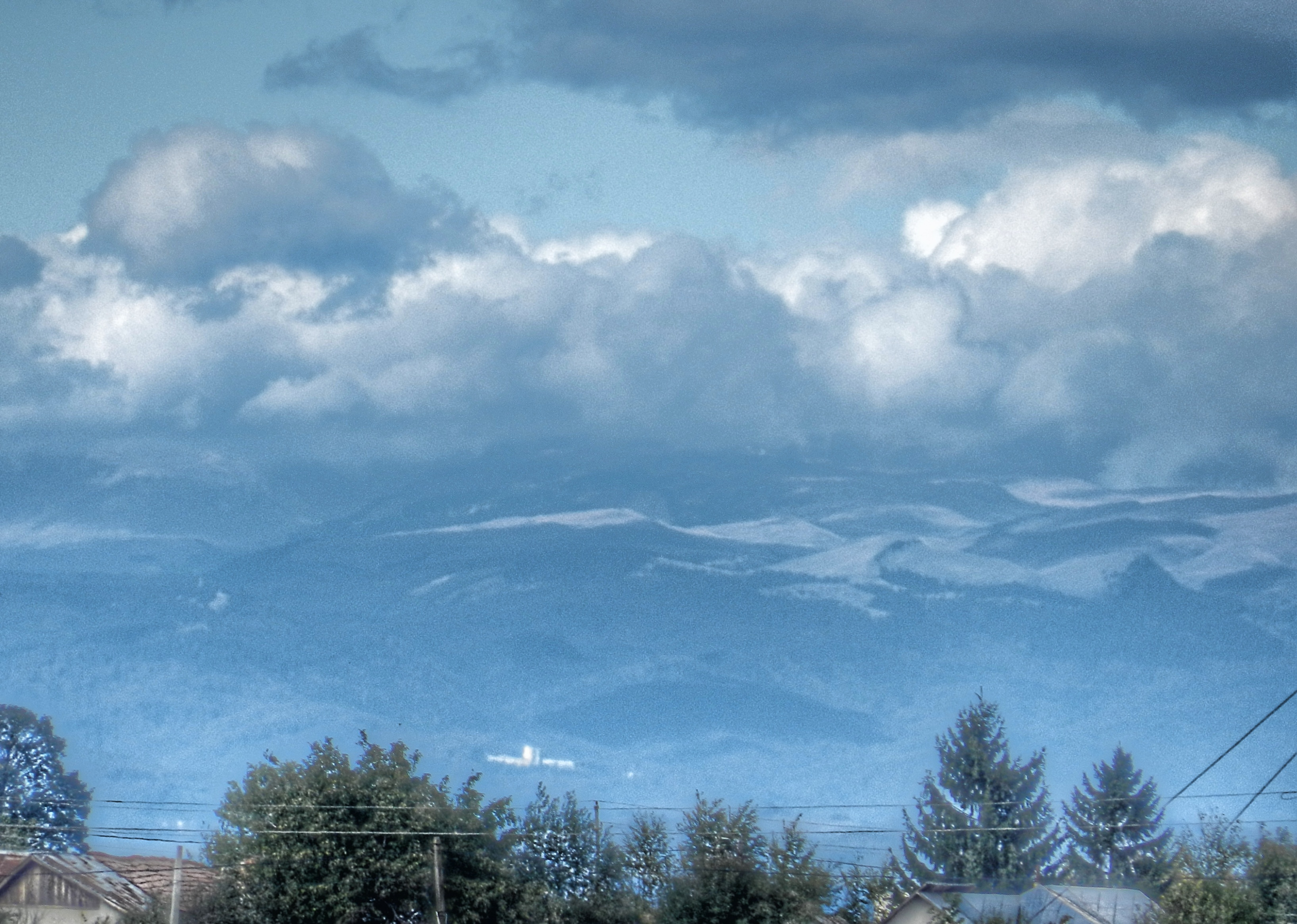
Sanatoriul TBC Moroeni vazut de langa Rascaeti

Răscăeți este satul de reședință al comunei cu același nume din județul Dâmbovița, Muntenia, România.
Comuna se află în sud-vestul județului, la limita cu județul Argeș și este legată printr-un drum comunal de comuna Vișina, de care s-a desprins în 2004.

## Istorie
La sfârșitul secolului al XIX-lea, satul Răscăeți era reședința comunei Răscăeți-Drăghineasca din plasa Gălășești a județului Argeș, comună formată din satele Răscăeți, Drăghineasca și Cioflești, cu 850 de locuitori. În comună funcționau o biserică și o școală. Satul Vultureanca făcea parte din comuna Morteni, județul Dâmbovița.
În 1925, Anuarul Socec consemnează comuna Răscăeți în plasa Dâmbovnic a aceluiași județ Argeș. În componența ei intrau satele Ciofleg, Drăghiceasca și Răscăeți, cu 1477 de locuitori.
În 1931, comuna este transferată plășii Găești din județul Dâmbovița, având în continuare în compunere satele Răscăeți, Drăghineasa și Cioflec.
În 1950, comuna a trecut în subordinea raionului Găești din regiunea Argeș. A revenit la județul Dâmbovița în 1968, dar a fost imediat desființată și inclusă în comuna Vișina; satele Ciofleac și Drăghineasa au fost comasate și incluse în satul Răscăeți. Comuna Răscăeți a fost reînființată în 2004, când satele Răscăeți și Vultureanca s-au separat de comuna Vișina și au format noua comună.

## Vecini localitati Răscăeți

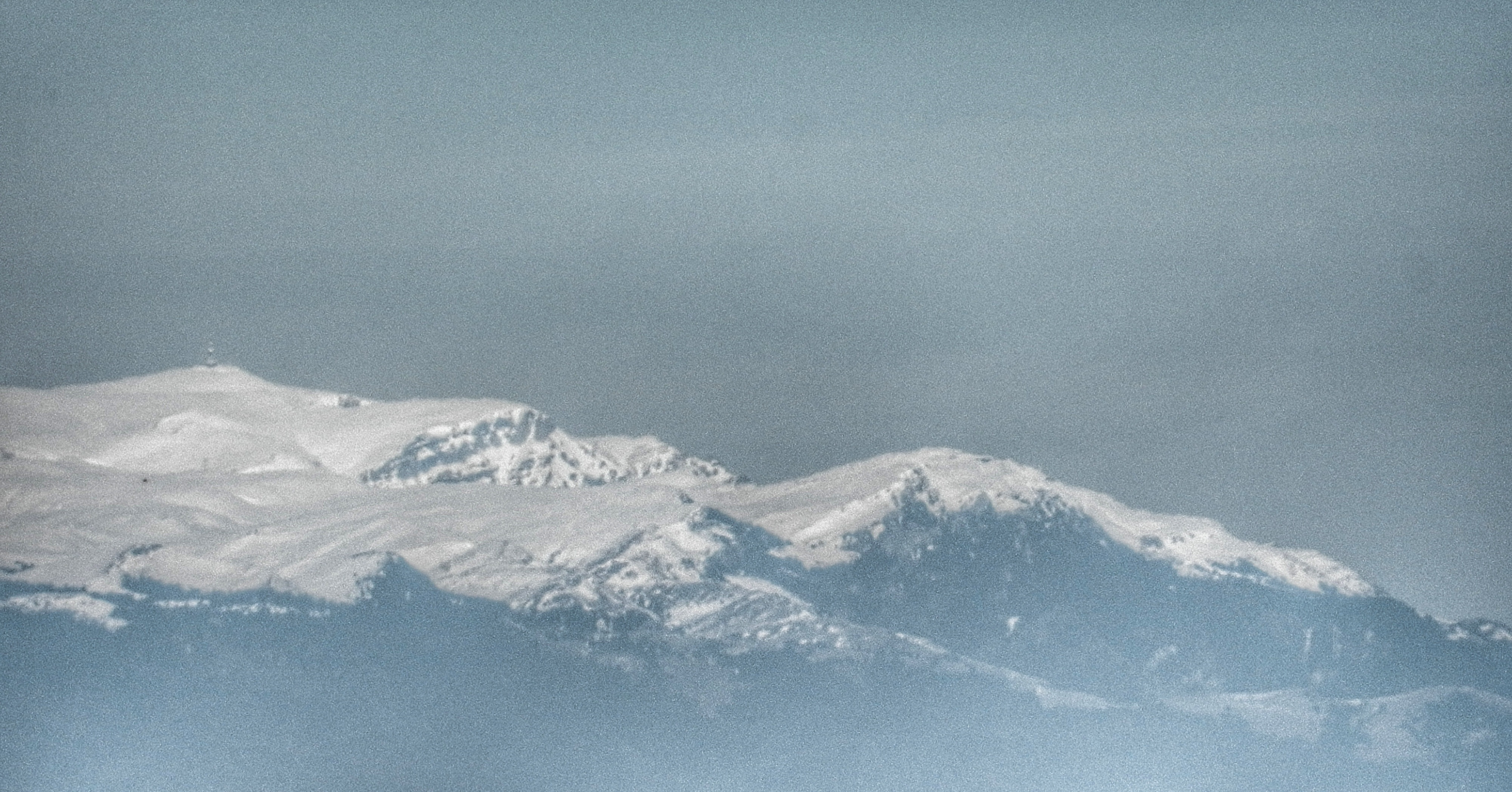
Muntii Bucegi 2022

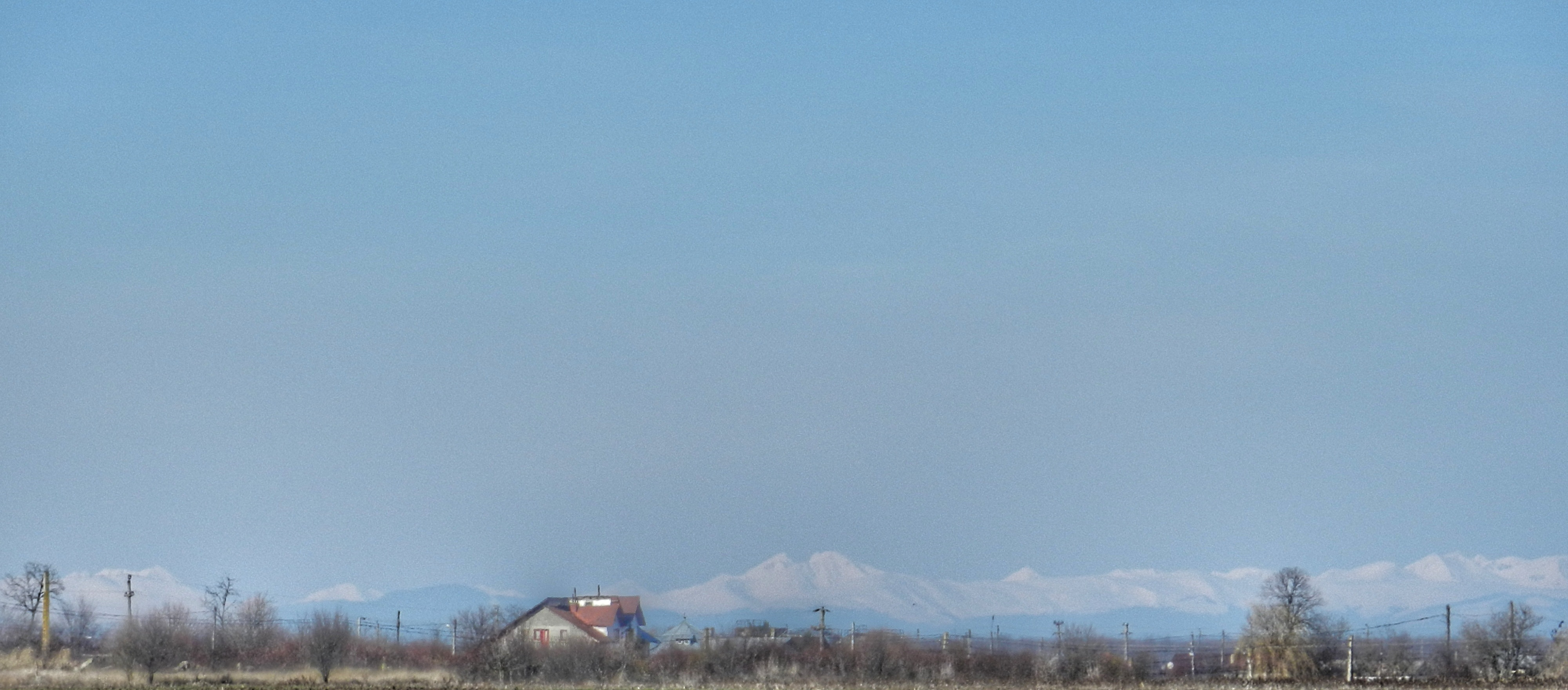
Muntii Lespezi-Negoiu

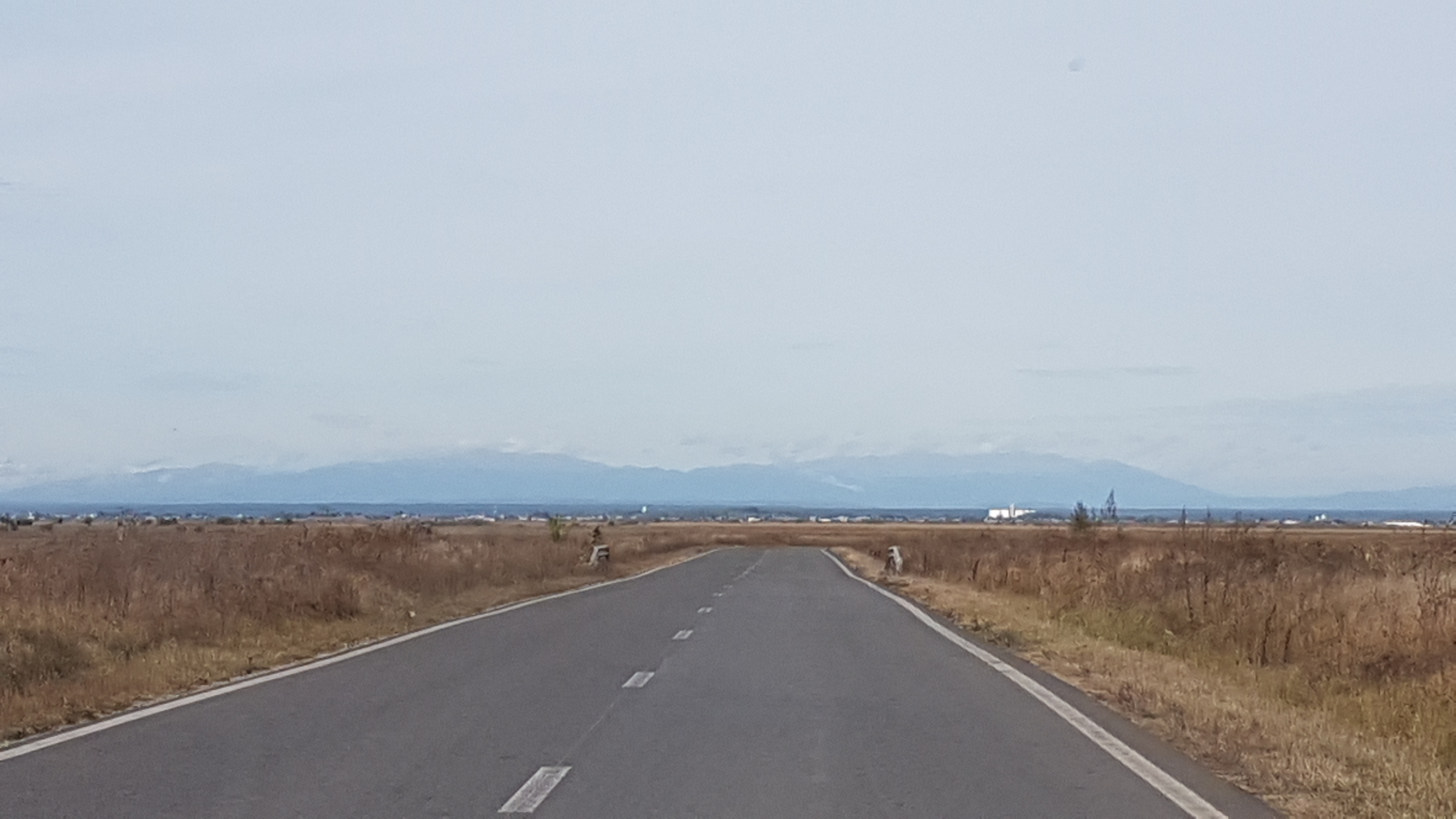
O zi din luna Martie

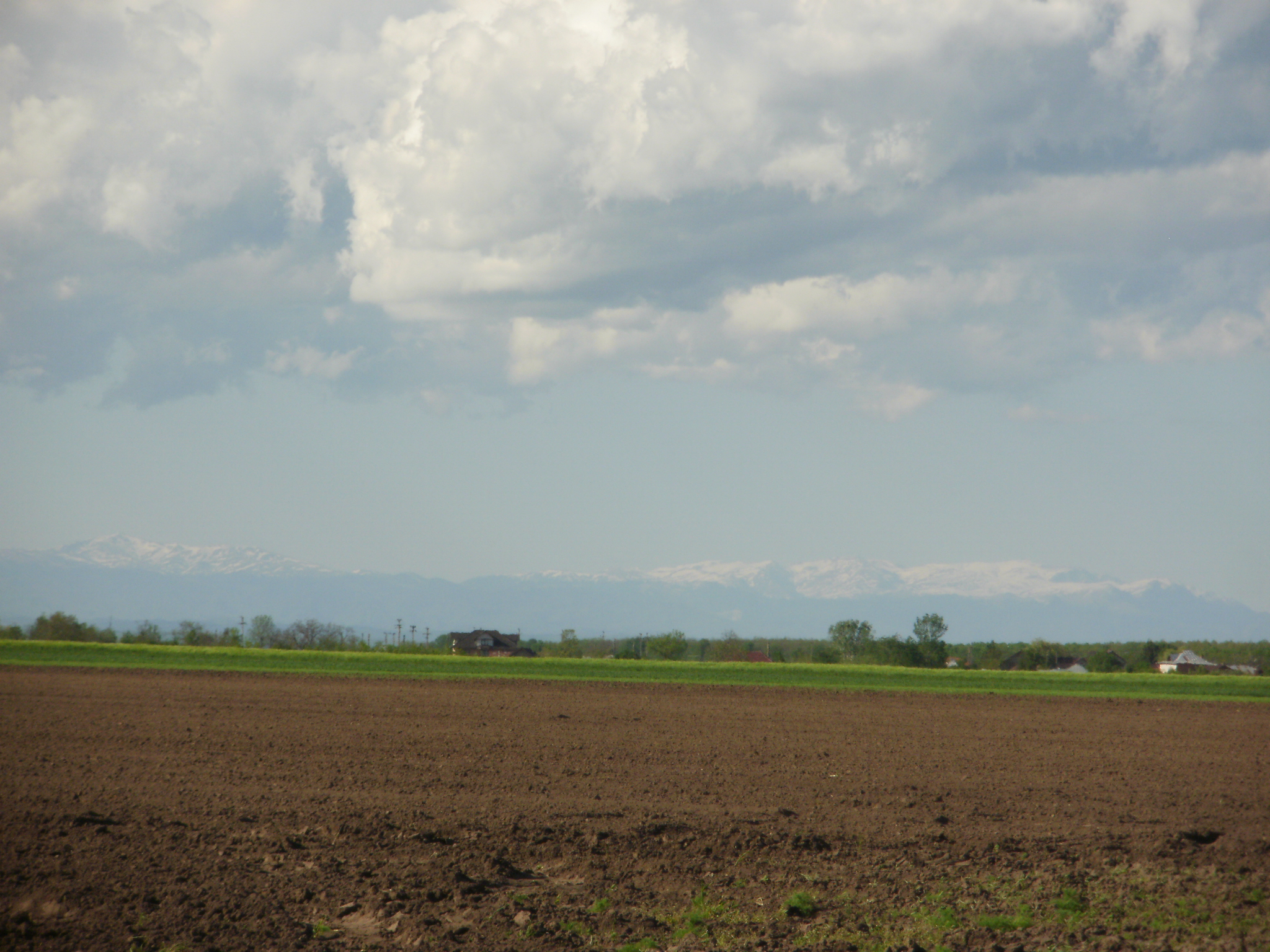
O zi din luna Mai

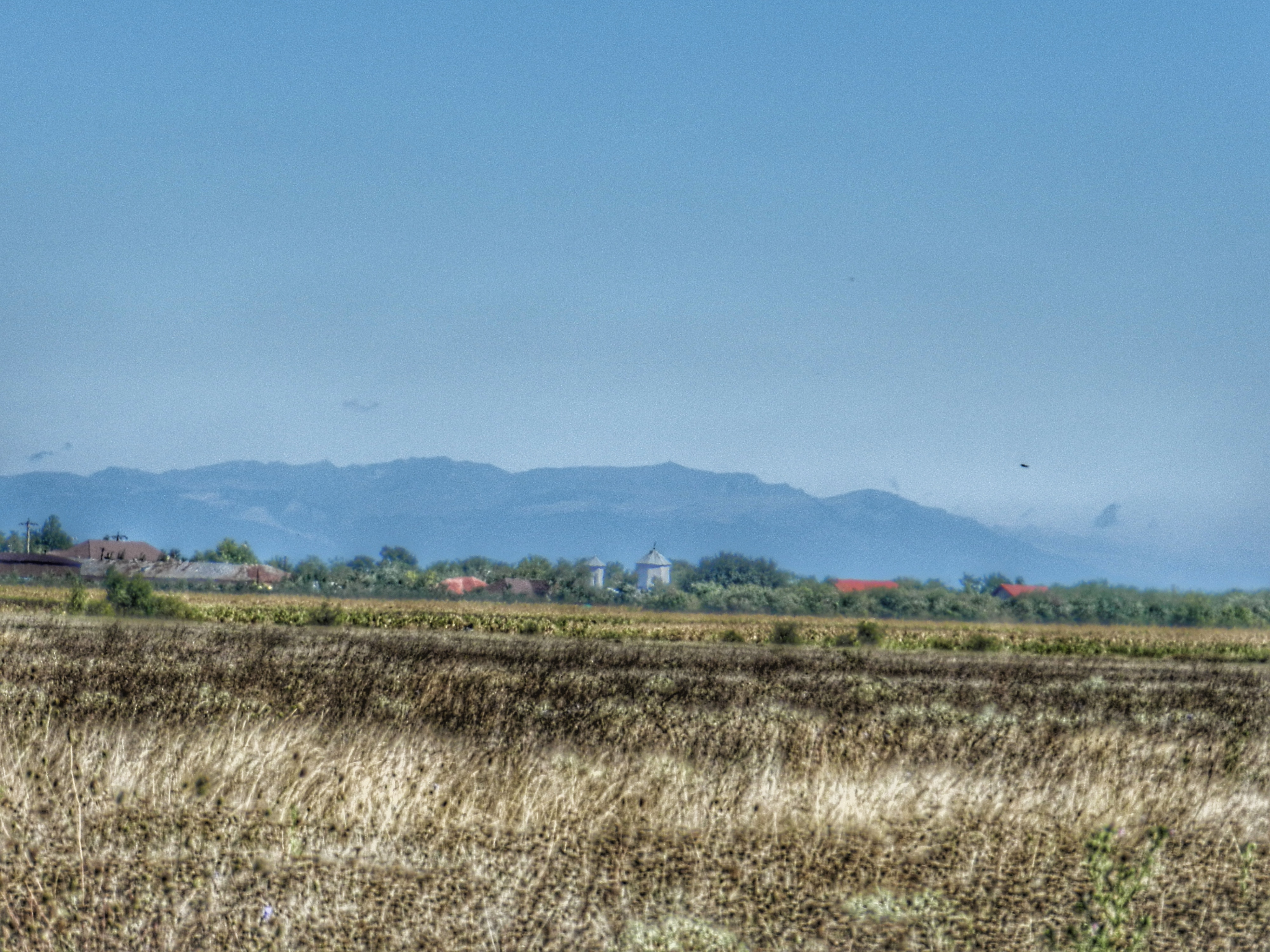
O zi din luna August

Nord: Morteni, Dâmbovița
Nord-est: Petrești, Dâmbovița
Est: Vișina, Dâmbovița
Sud: Șelaru, Dâmbovița
Sud-vest: Slobozia, Argeș
Vest: Mozăceni, Argeș
Nord-vest: Negrași, Argeș

## Asezarea comunei Răscăeți

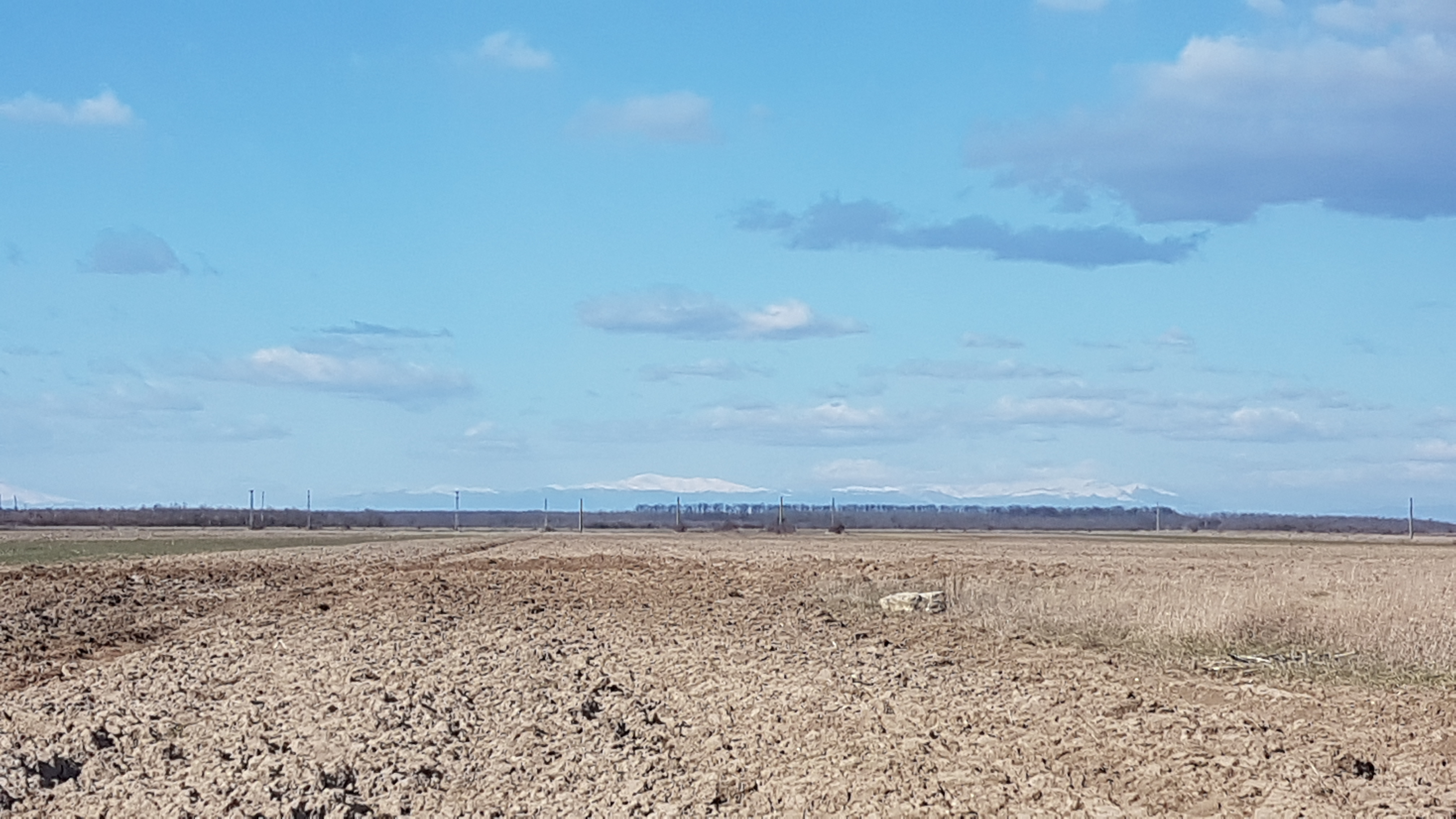
O zi din luna Februarie

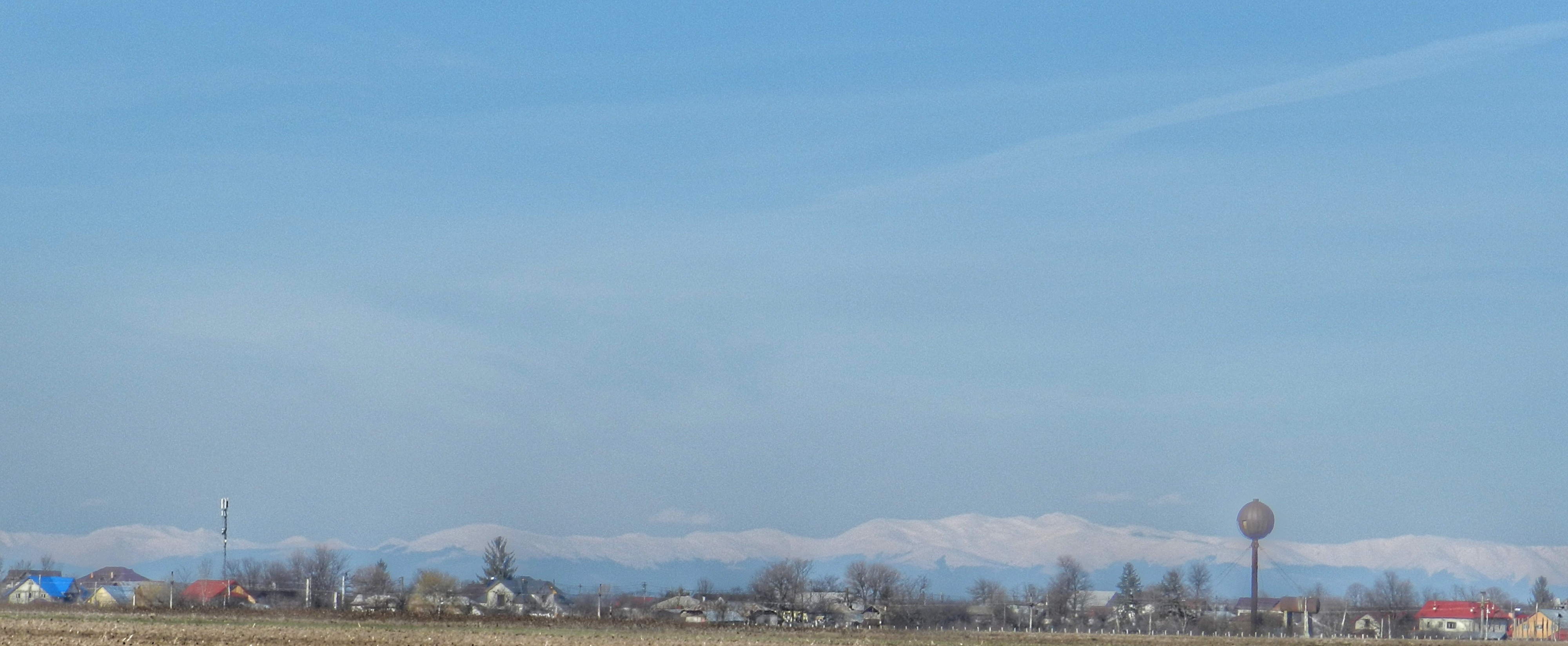
Muntii Iezer-Papusa si Creasta Fagarasilor

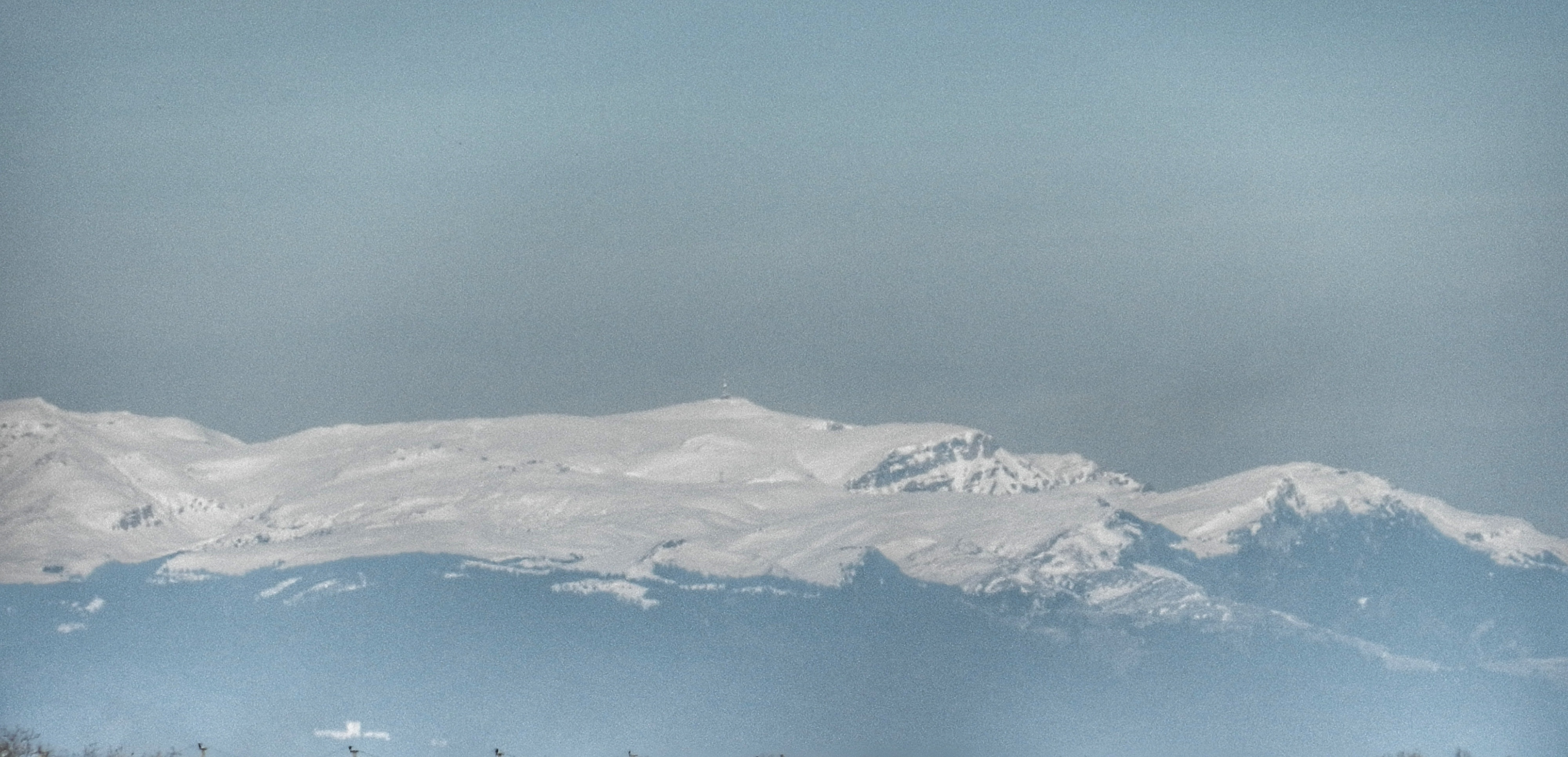
Muntii Bucegi,Sanatoriul TBC Moroeni 2022

Cel mai apropriat oras de comuna Răscăeți este Găești la 15km. Târgoviște este situat la 45km de comuna Răscăeți.

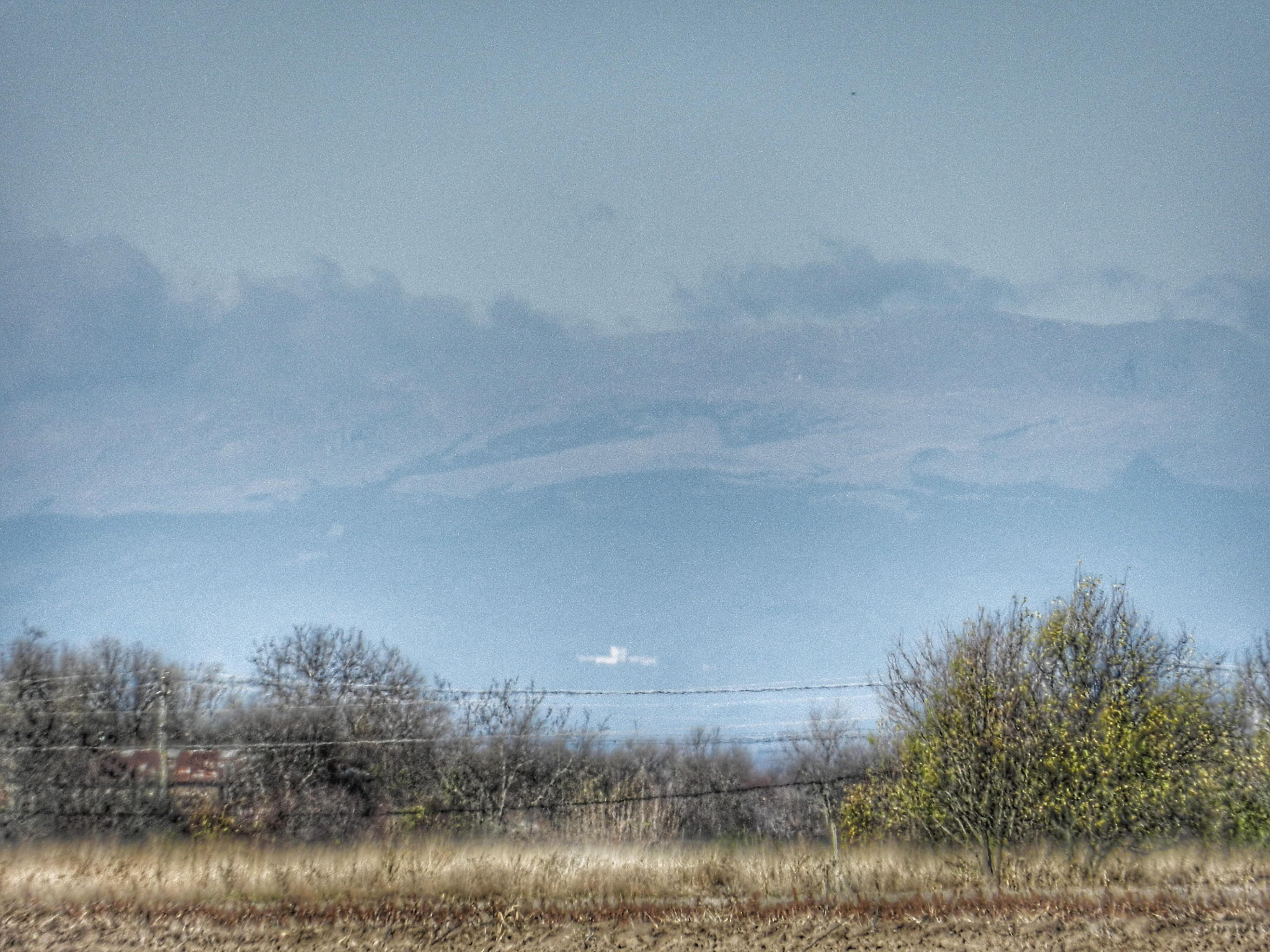
Sanatoriul Moroeni

## Demografie
Componența etnică a comunei Răscăeți
    Români (98,21%)
    Necunoscută (1,74%)
    Altă etnie (0,04%)

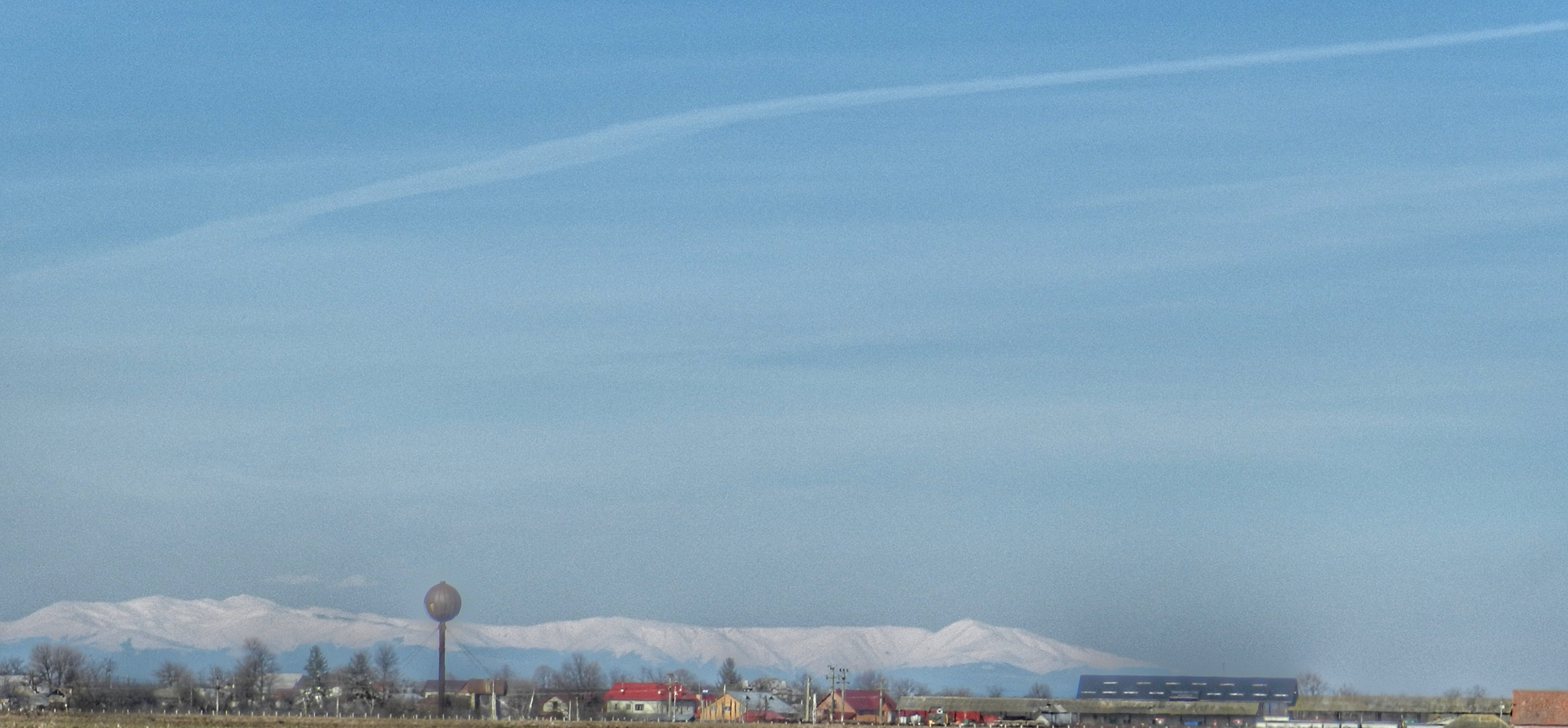
Muntii Iezer-Papusa

Componența confesională a comunei Răscăeți
    Ortodocși (97,45%)
    Necunoscută (1,74%)
    Altă religie (0,8%)

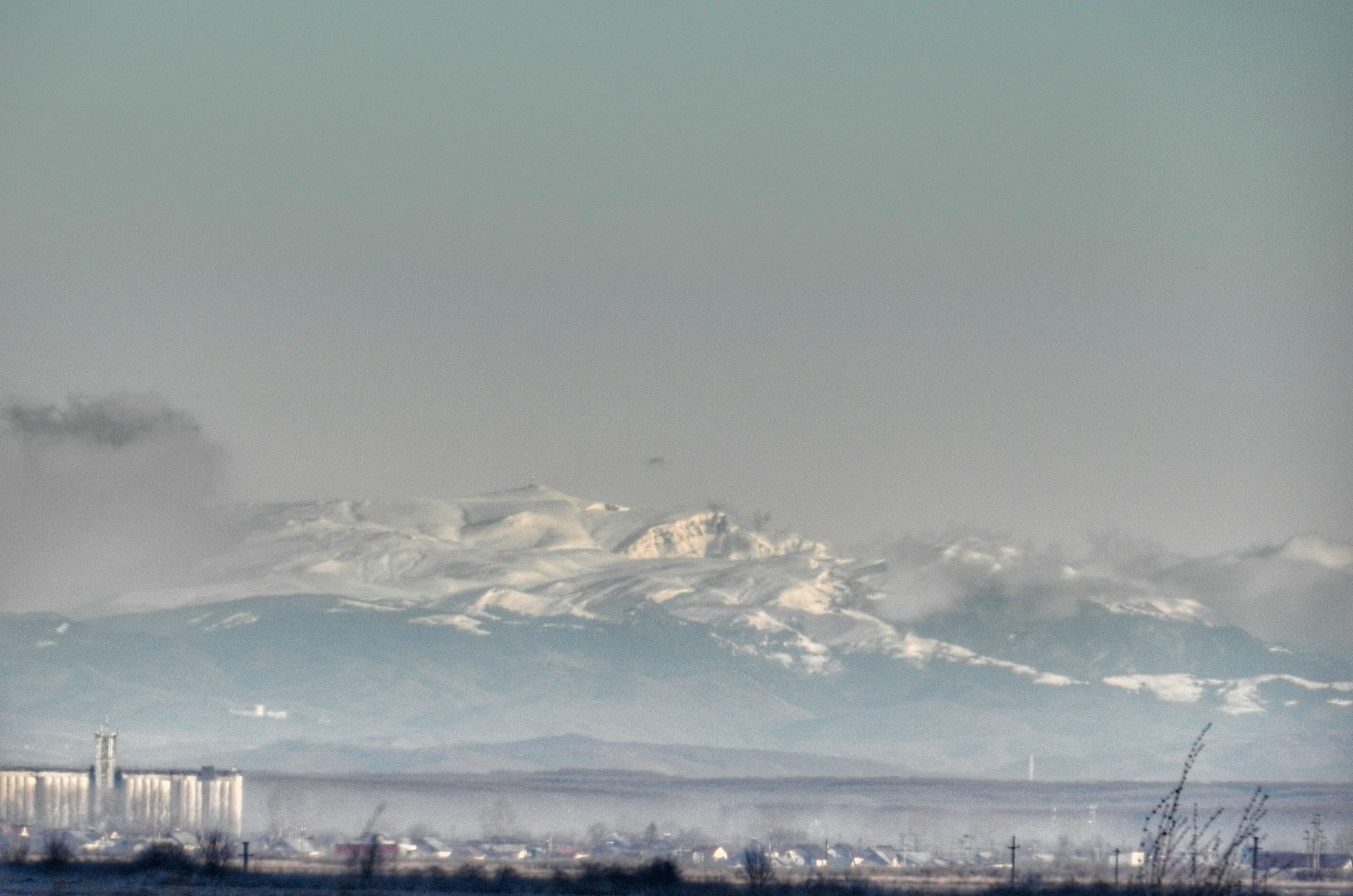
Muntii Bucegi,zona sudica a judetului Dambovia

Conform recensământului efectuat în 2011, populația comunei Răscăeți se ridică la 2.241 de locuitori, în scădere față de recensământul anterior din 2002, când se înregistraseră 2.367 de locuitori. Majoritatea locuitorilor sunt români (98,22%). Pentru 1,74% din populație, apartenența etnică nu este cunoscută. Din punct de vedere confesional, majoritatea locuitorilor sunt ortodocși (97,46%). Pentru 1,74% din populație, nu este cunoscută apartenența confesională.

## Politică și administrație
Comuna Răscăeți este administrată de un primar și un consiliu local compus din 11 consilieri. Primarul, Iulian Buibăr[*], de la Partidul Național Liberal, este în funcție din 2005. Începând cu alegerile locale din 2020, consiliul local are următoarea componență pe partide politice:

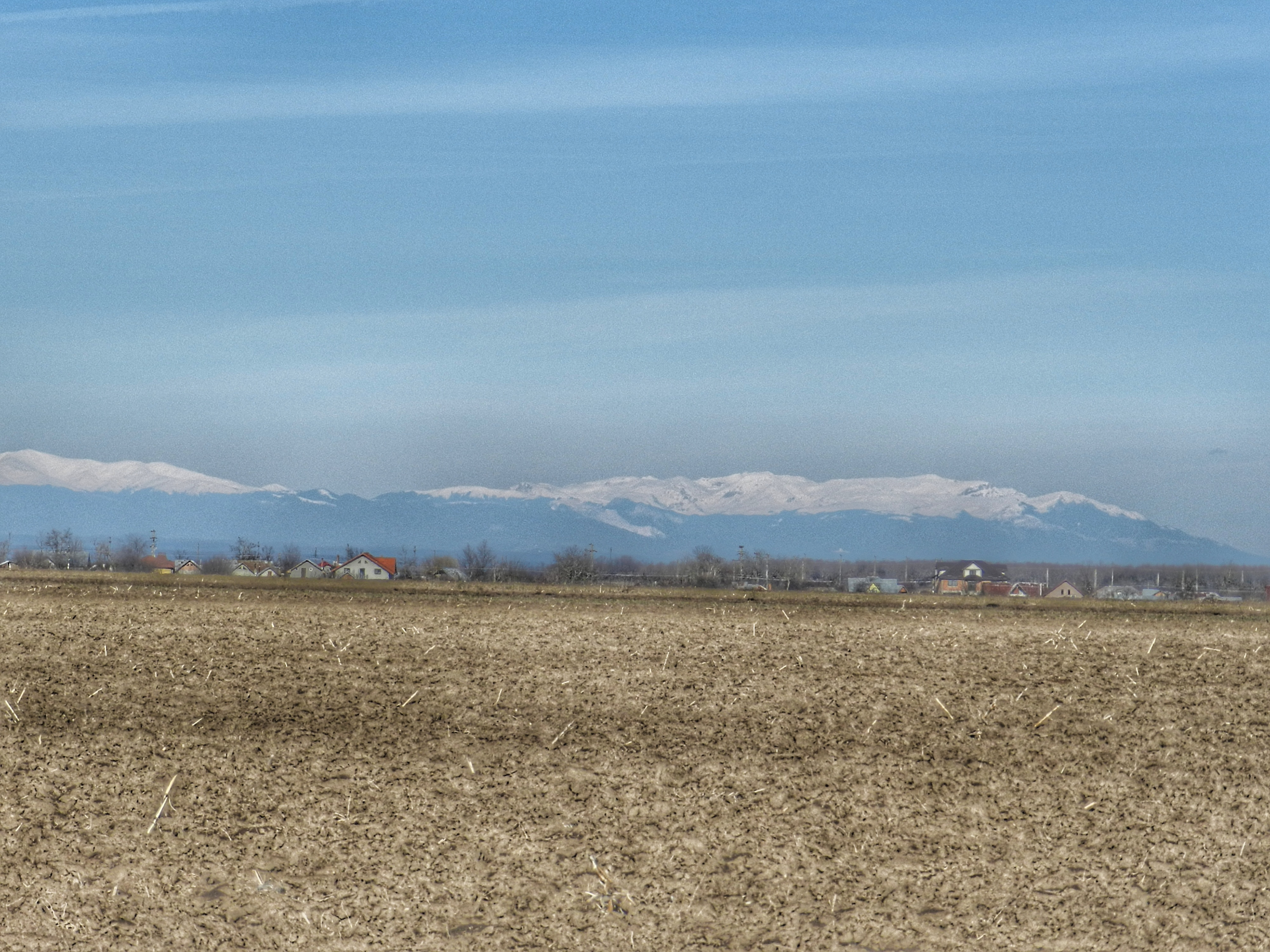
Muntii Bucegi si Muntii Leaota

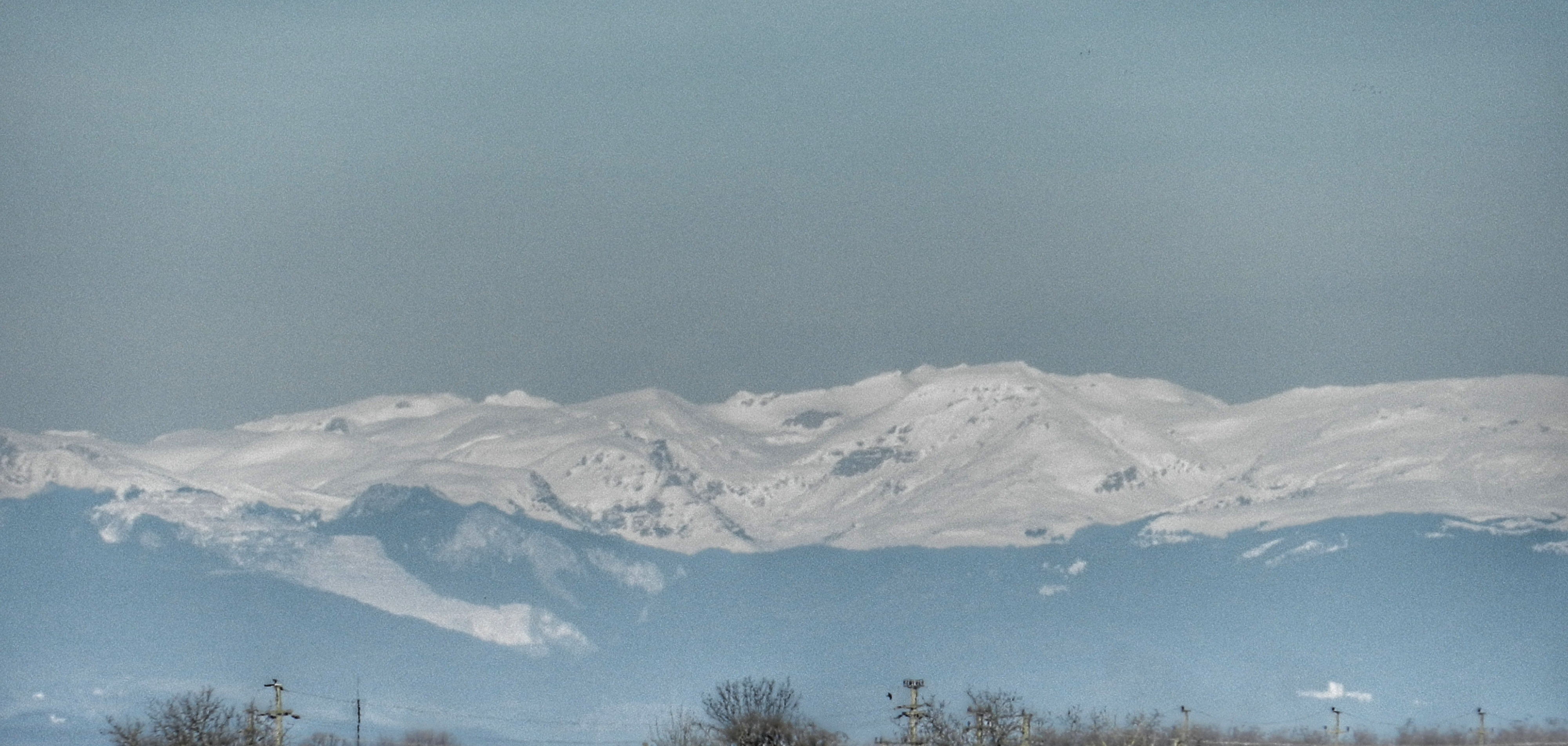
Muntii Bucegi,Cariera Lespezi,Sanatori; TBC Moroeni

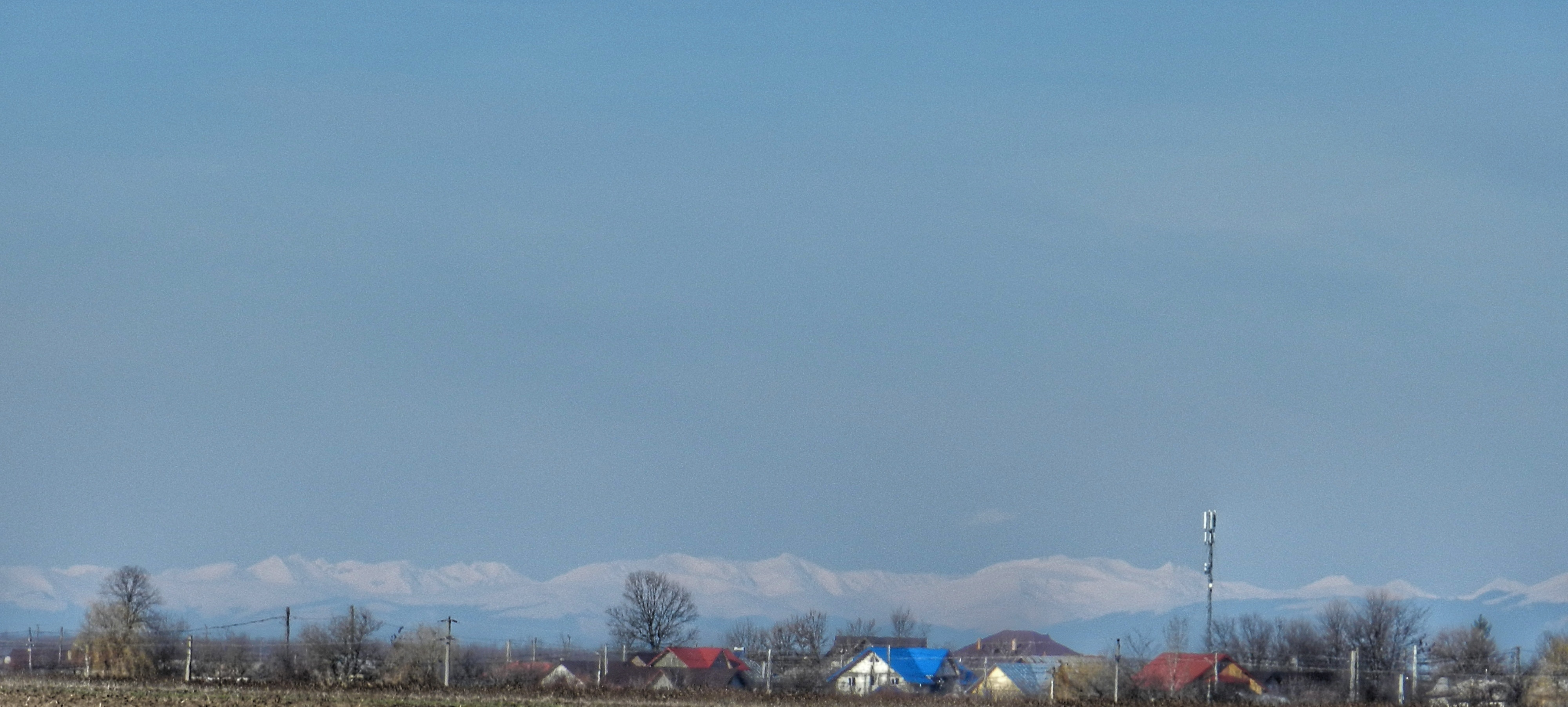
Muntii Fagarasi

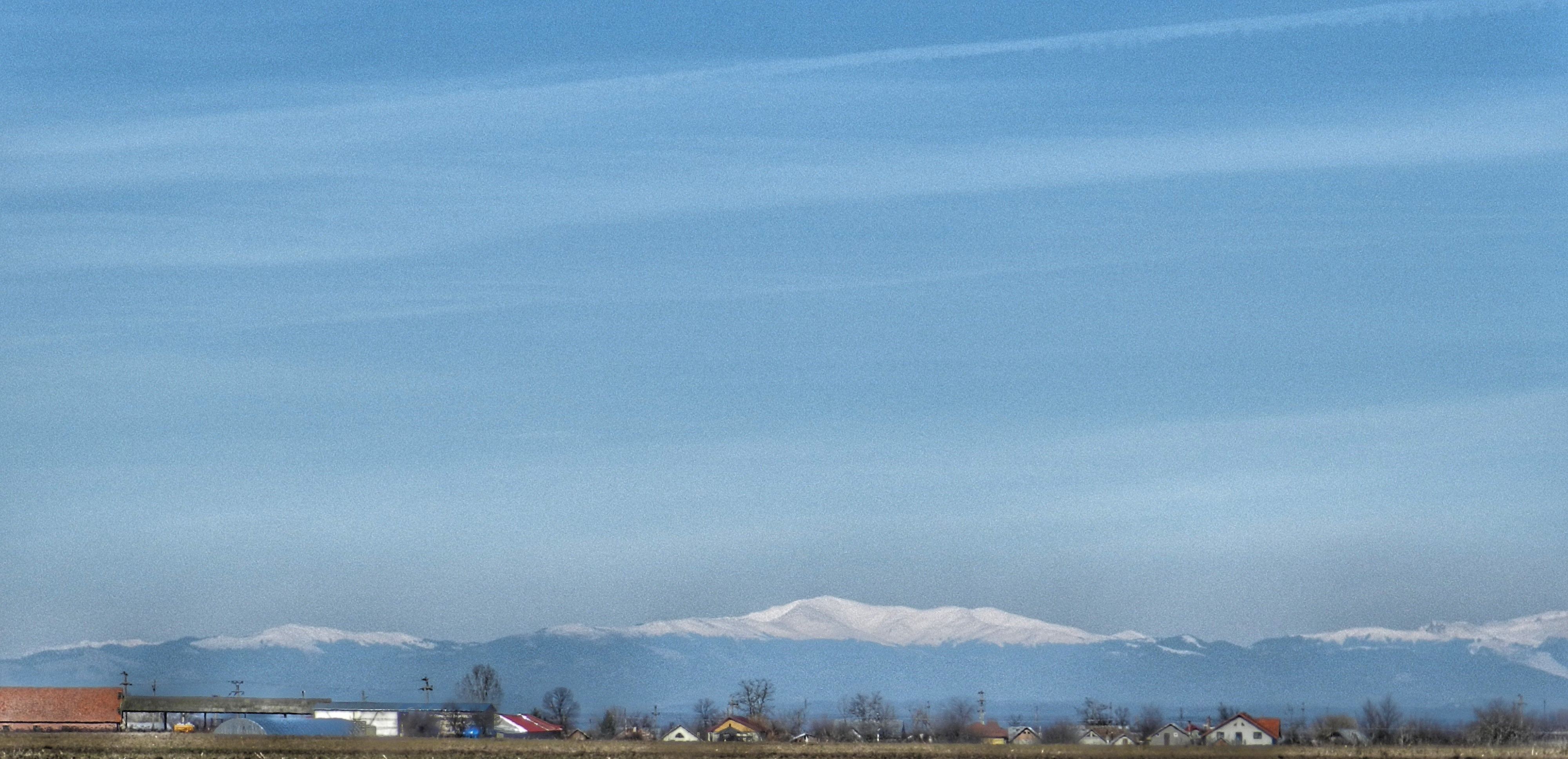
Muntii Leaota 2022

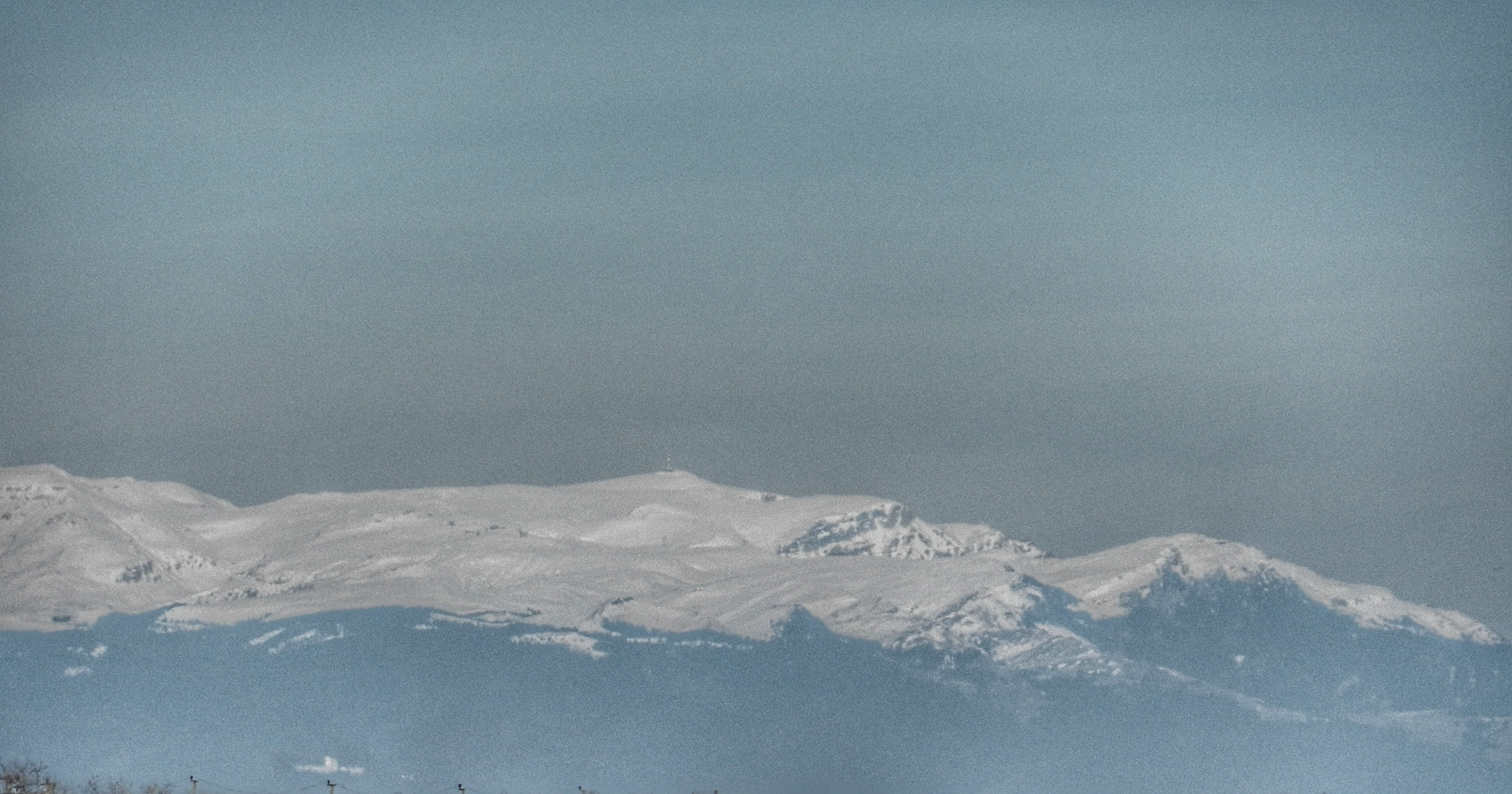
Muntii Bucegi,Sanatoriul TBC Moroeni

|  | Partid                    | Consilieri | Componența Consiliului | Componența Consiliului | Componența Consiliului | Componența Consiliului | Componența Consiliului | Componența Consiliului | Componența Consiliului | Componența Consiliului | Componența Consiliului |
|  | ------------------------- | ---------- | ---------------------- | ---------------------- | ---------------------- | ---------------------- | ---------------------- | ---------------------- | ---------------------- | ---------------------- | ---------------------- |
|  | Partidul Național Liberal | 9          |                        |                        |                        |                        |                        |                        |                        |                        |                        |
|  | Partidul PRO România      | 1          |                        |                        |                        |                        |                        |                        |                        |                        |                        |
|  | Partidul Social Democrat  | 1          |                        |                        |                        |                        |                        |                        |                        |                        |                        |

1. ↑  „Recensământul Populației și al Locuințelor”. Arhivat din original la 14 octombrie 2013. Accesat în 8 decembrie 2011.